# Melanterius fasciculatus
Melanterius fasciculatus – gatunek chrząszcza z rodziny ryjkowcowatych i podrodziny Molytinae.
Gatunek ten opisany został w 1913 roku przez Arthura Millsa Lea.
Chrząszcz o ciele długości 4 mm, ubarwionym czarno z bladoczerwonymi czułkami i stopami. Owłosienie wierzchu ciała tworzą drobne szczecinki, spodu – szczecinki wyraźne, białawe, a ponadto na krętarzach tylnych i środkowych odnóży łaty szczecinek złotych. Głowa z przeciętnie długim i cienkim ryjkiem oraz z umiarkowanym rozstawem oczu. Trzonek czułka prawie tak długi jak funiculus, osadzony w ⅓ długości ryjka, licząc od wierzchołka. Umiarkowanie poprzeczne przedplecze ma silnie zaokrąglone boki. Pokrywy podługowato-sercowate w obrysie, o umiarkowanie zaokrąglonych bokach. W rzędach pokryw duże, podługowate punkty. Międzyrzędy są ostro żeberkowate, z wyjątkiem większej części pierwszego; każdy z nich ma po każdej stronie rządek punktów. Ząbki na udach silnie rozwinięte.
Ryjkowiec australijski, znany z Queensland.